# Ansonia (kétéltűnem)
Az Ansonia a kétéltűek (Amphibia) osztályának békák (Anura) rendjébe, ezen belül a varangyfélék (Bufonidae) családjába tartozó nem.

## Rendszerezés
A nembe az alábbi 26 faj tartozik:
- Ansonia albomaculata Inger, 1960
- Ansonia echinata Inger & Stuebing, 2009
- Ansonia endauensis Grismer, 2006
- Ansonia fuliginea (Mocquard, 1890)
- Ansonia glandulosa Iskandar & Mumpuni, 2004
- Ansonia guibei Inger, 1966
- Ansonia hanitschi Inger, 1960
- Ansonia inthanon Matsui, Nabhitabhata & Panha, 1998
- Ansonia jeetsukumarani Wood, Grismer, Ahmad & Senawi, 2008
- Ansonia kanak Matsui, Nishikawa, Eto, and Hossman, 2020
- Ansonia kelabitensis Matsui, Nishikawa, Eto, and Hossman, 2020
- Ansonia khaochangensis Grismer, Wood, Aowphol, Cota, Grismer, Murdoch, Aguilar, and Grismer, 2016 "2017"
- Ansonia kraensis Matsui, Khonsue & Nabhitabhata, 2005
- Ansonia kyaiktiyoensis Quah, Grismer, Wood, Thura, Oaks, and Lin, 2019
- Ansonia latidisca Inger, 1966
- Ansonia latiffi Wood, Grismer, Ahmad & Senawi, 2008
- Ansonia latirostra Grismer, 2006
- Ansonia leptopus (Günther, 1872)
- Ansonia longidigita Inger, 1960
- Ansonia lumut Chan, Wood, Anuar, Muin, Quah, Sumarli, and Grismer, 2014
- Ansonia malayana Inger, 1960
- Ansonia mcgregori (Taylor, 1922)
- Ansonia minuta Inger, 1960
- Ansonia muelleri (Boulenger, 1887)
- Ansonia penangensis Stoliczka, 1870
- Ansonia phuketensis Matsui, Khonsue, and Panha, 2018
- Ansonia pilokensis Matsui, Khonsue, and Panha, 2018
- Ansonia platysoma Inger, 1960
- Ansonia siamensis Kiew, 1985
- Ansonia smeagol Davis, Grismer, Klabacka, Muin, Quah, Anuar, Wood, and Sites, 2016
- Ansonia spinulifer (Mocquard, 1890)
- Ansonia teneritas Waser, Schweizer, Haas, Das, Jankowski, Min, and Hertwig, 2017
- Ansonia thinthinae Wilkinson, Sellas, and Vindum, 2012
- Ansonia tiomanica Hendrickson, 1966
- Ansonia torrentis Dring, 1983
- Ansonia vidua Hertwig, Min, Haas, and Das, 2014